# Васильєва Галина Іванівна
Васильєва Галина Іванівна (19 січня 1941, с. Красково, Ухтомський район (нині Люберецький район), Московська область, РРФСР) — український політик, народний депутат України 1-го скликання.

## Біографія
Народилася в сім'ї робітників. Закінчила Київський політехнічний інститут за спеціальністю «інженер-технолог». З 1965 р. працювала контролером ВТК, змінним інженером, директором заводу залізобетонних виробів м. Червоноград Львівської обл.
З 1967 р. — головний технолог, головний інженер Сокальського комбінату промислових підприємств, Львівська обл. З 1982 р. — головний інженер Білоцерківського заводу залізобетонних виробів N2. З 1985 р. — Директор комбінату «Будіндустрія» м. Біла Церква.
Одружена, має троє дітей

## Політична діяльність
Член КПРС у 1971—1991 рр., член МК, ОК КПУ; депутат районної та міської Рад; член Правління Асоціації народних депутатів попередніх скликань.
У 1990 р. — заступник голови виконкому Білоцерківської міської Ради.
Висунута кандидатом у народні депутати трудовим колективом комбінату «Будіндустрія» м. Біла Церква. 18 березня 1990 р. обрана Народним депутатом України, 2-й тур 52.38 % голосів, 8 претендентів (Київська область, Білоцерківський міський виборчий округ N 208).
До груп, фракцій не входила.
Член, секретар Комісії ВР України у справах жінок, охорони сім'ї, материнства і дитинства.